# Río Ewan
Le río Ewan est un cours d'eau situé dans la province de Terre de Feu, en Argentine .

## Caractéristiques
Il prend sa source dans les sierras qui dominent la limite septentrionale du bassin du lac Fagnano, dans le petit lac Hantuk. Il s'étend sur environ 100 km, divisé en deux branches, qui suivent longtemps la route nationale 3 avant de se rejoindre et de se diriger vers la côte pour se jeter dans la mer d'Argentine. Il traverse une région de collines arbustives, peuplées de lengas et de ñires, alternant avec de vastes prairies herbeuses. C'est une destination de choix pour la pêche à la truite brune,. Au cours de la deuxième décennie du XXIe siècle, le río fait l'objet d'une attention particulière en raison de la récurrence et de l'abondance de la pêche illégale.
La région traversée par le río Ewan est considérée comme l'une des plus productives en matière d'élevage de bétail, en raison de la qualité des pâturages et du fait que le sol sablonneux n'entraîne pas la formation de mallines.
Deux de ses affluents sont le río Ewan Sur et le río Chapel (ou Capel),.
Il se jette dans la mer d'Argentine et son embouchure marque la limite sud de la reserva Costa Atlántica, une zone protégée destinée à la préservation des oiseaux marins.